# Cantó de Caiena-Nord-Oest
El cantó de Caiena-nord-oest és una antiga divisió administrativa situat a la regió d'ultramar de la Guaiana Francesa. Va desaparèixer el 2015.

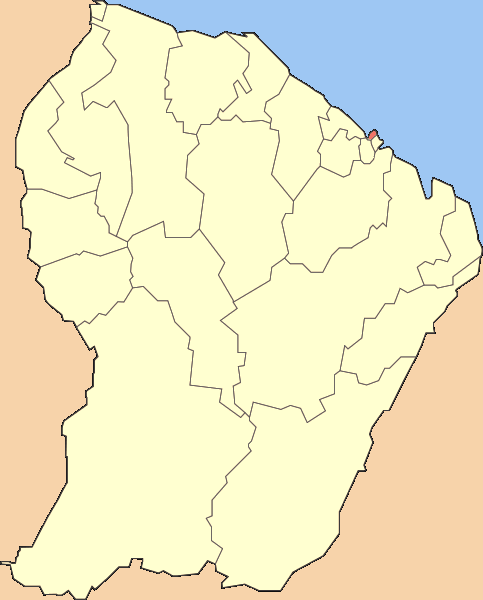
Ubicació de Caiena dins la Guaiana Francesa

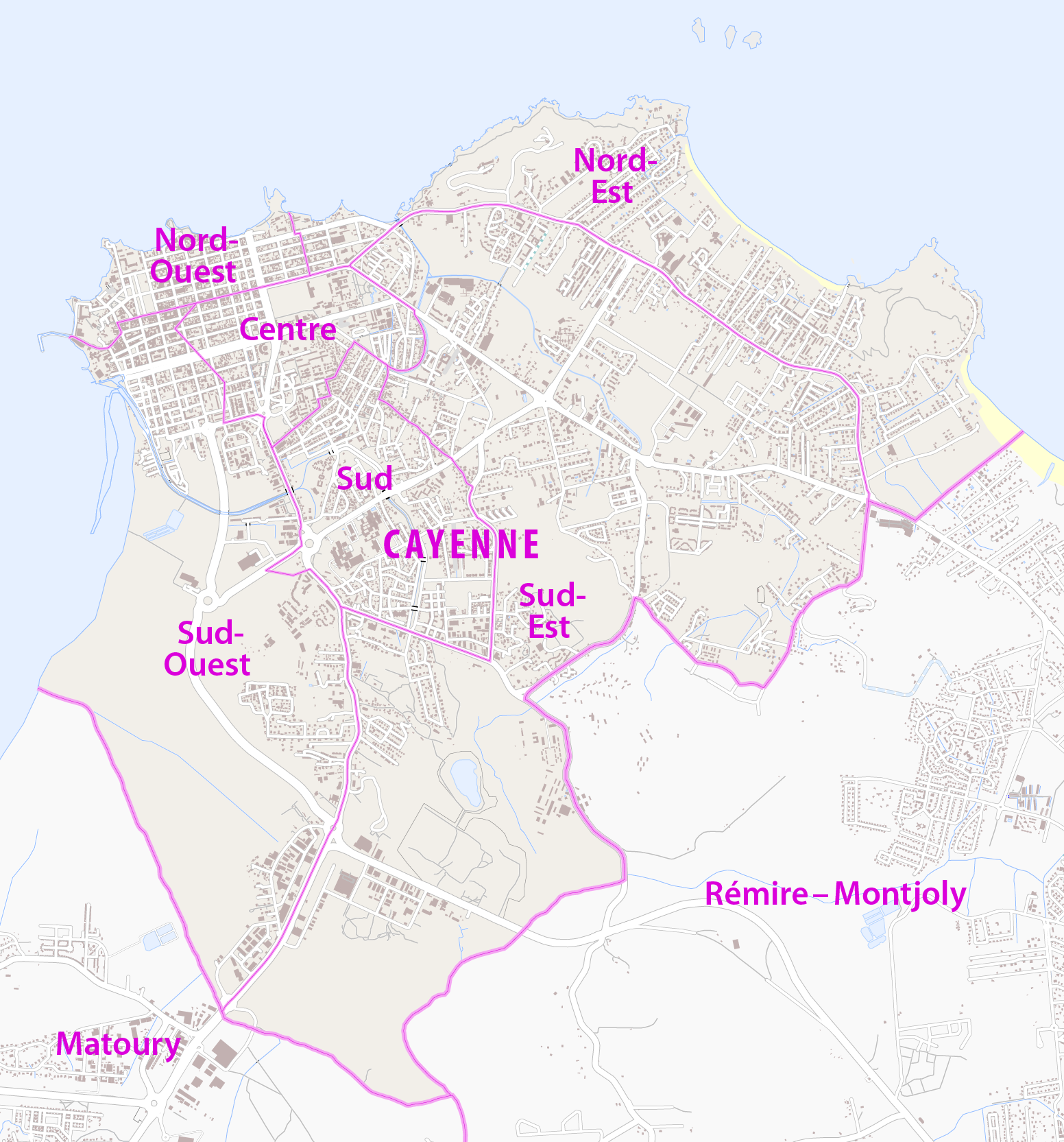
Mapa dels cantons de Caiena

## Composició
El cantó aplega els barris (quartiers) de la ciutat de Caiena:
- Fort Cépérou
- Pointe des Amandiers
- Îles du Salut

| Data d'elecció                           | Identitat     | Partit      | Qualitat |
| ---------------------------------------- | ------------- | ----------- | -------- |
| 2001-2008                                | Lucien Prévot | UMP         |          |
| 2008-2015                                | Athys Jaïr    | Autonomista |          |
| les dades anteriors no són pas conegudes |               |             |          |
|                                          |               |             |          |